# Rambong Lop
Rambong Lop is een bestuurslaag in het regentschap Aceh Timur van de provincie Atjeh, Indonesië. Rambong Lop telt 311 inwoners (volkstelling 2010).